# Guttorm Guttormsen

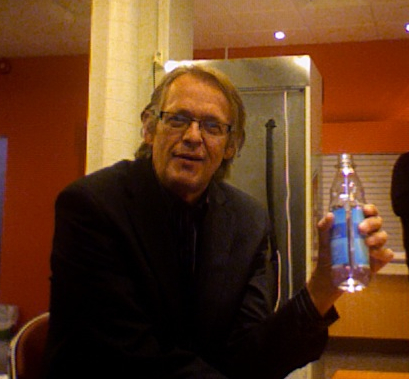
Guttorm Guttormsen

Guttorm Guttormsen (* 28. Juni 1950 in Mo i Rana) ist ein norwegischer Jazzsaxophonist, -klarinettist und -flötist, Arrangeur und Komponist.

## Leben und Wirken
Guttormsen spielte in einer Band seiner Heimatstadt, bevor er 1969 nach Oslo ging, um Musik zu studieren. Er spielte dort Flöte in der Band von Ivar Antonsen, mit der er 1971 beim Musikfestival von Harstad auftrat.
1971 übersiedelte Guttormsen nach Skien. Dort wurde er musikalischer Direktor des Ibsen-Theaters. Er leitete mehrere Jahre eine Bigband gemeinsam mit Per-Kristian Ekholt, außerdem von 1972 bis 1974 ein eigenes Quartett, dem u. a. Per Høglend und Bjørn Kjellemyr angehörten.
Von 1974 bis 1980 leitete Guttormsen ein Quartett mit jungen Jazzmusikern aus Oslo, mit dem er bei den Festivals 1975 und 1979 in Kongsberg auftrat. Mit dem Schlagzeuger Espen Rud, dem Bassisten Carl Morten Iversen und dem Pianisten Brynjulf Blix nahm er 1975 die LP Soturnudi auf. Danach wechselte die Besetzung der Gruppe mehrfach: Rud wurde zunächst durch Tom Olstad dann durch Jørgen Næss, Blix durch Jon Balke, dann durch Lars Jansson und Erling Aksdal, schließlich durch Rune Klakegg ersetzt. 1979 entstand die zweite LP der Gruppe Albufeira.
Daneben spielte Guttomsen in Per Høglends Band (1976–77) und arbeitete mit Lars Klevstrand. 1979 wurde er mit dem Buddyprisen ausgezeichnet.
Anfang der 1980er Jahre wurde er musikalischer Direktor des Telemark Teater, für das er eine Anzahl von Schauspielmusiken komponierte bzw. arrangierte. Daneben leitete er 1980–82 die Gruppe Eim, war Mitglied des Jon Eberson Quartet und leitete zwei eigene Quintettformationen.
Von 1984 bis 1988 war er Mitglied des Per Husby Dedication Orchestra, mit dem er 1985 aufnahm. 1993 spielte er Aufnahmen mit dem Trio de Janeiro sowie im Rahmen der Show Norsk Utflukt beim Kongsberg Festival ein. Als Bandleader spielte er 1999 mit dem North Norwegian Quartet Aufnahmen ein, die 2001 auf dem Album Distant Reports erschienen. Weiterhin ist er Mitglied des Scheen Jazzorkester.